# نيكولو باريلا
نيكولو باريلا (بالإيطالية: Nicolò Barella)‏ (مواليد 7 فبراير 1997 في كالياري، إيطاليا) هو لاعب كرة قدم إيطالي يلعب مع نادي إنتر ميلان الإيطالي ومنتخب إيطاليا لكرة القدم في مركز خط الوسط.

## الإنجازات
إنتر ميلان
- الدوري الإيطالي : 2021[5]

 إيطاليا
- كأس أمم أوروبا: 2020

## روابط خارجية
- نيكولو باريلا على موقع الاتحاد الدولي (مؤرشف)  (الإنجليزية)
- نيكولو باريلا على موقع الاتحاد الأوربي (الإنجليزية)
- نيكولو باريلا على موقع إي إس بي إن إف سي (الإنجليزية)
- نيكولو باريلا على موقع قاعدة بيانات كرة القدم.إي يو (الإنجليزية)
- نيكولو باريلا على موقع ليكيب (الفرنسية)
- نيكولو باريلا على موقع ناشيونال فوتبول تيمز (الإنجليزية)
- نيكولو باريلا على موقع Soccerbase.com (لاعب) (الإنجليزية)
- نيكولو باريلا على موقع Soccerway.com (الإنجليزية)
- نيكولو باريلا على موقع عالم كرة القدم.نت (الإنجليزية)
- نيكولو باريلا على موقع AS.com (الإسبانية)